# Grohar (klub)
Grohar je ime nekdanjega kluba umetnikov  v Mariboru.
Klub, ki je nosil ime slikarja Ivana Groharja, je bil ustanovljen leta 1920 ob otvoritvi 1. umetnostne razstave in je deloval do leta 1926. Med ustanovitelji sta bila Viktor Cotič, ki je bil tudi njegov prvi predsednik in Rudolf Maister. Med člani je bilo sprva največ likovnikov amaterjev, kasneje pa so se jim pridružili tudi slikarji Anton Gvajc, Nikolaj Pirnat, Franjo Stiplovšek, Ante Trstenjak,  Jože Žagar in sestre Šantel. Člani kluba so leta 1922 nastopili na 5. jugoslovanski umetniški razstavi v Beogradu in 1924 na razstavi slovenskih umetnikov v Hodonínu (Češka). Doma je organiziral je več slikarskih razstav in na razstave vabil tudi goste od drugod. Klub je že leta 1922 začel akcijo za postavitev umetniškega paviljona. Pri zbiranju denarja je bila na dražbi prodana Groharjeva slika Kapelica. Pomembna pa je bila tudi narodnobuditeljska vloga kluba na obmejnem ozemlju. Po prenehanju delovanja je njegovo delo nadaljeval klub Brazda.